# Stiven Shpendi
Stiven Shpendi (Ancona, 19 maggio 2003) è un calciatore albanese, attaccante dell'Empoli e della nazionale Under-21 albanese.

## Biografia
Ha un fratello gemello, Cristian, anch'egli calciatore professionista. È nato ad Ancona da genitori albanesi, originari di Pukë. 
Ha doppia cittadinanza, italiana ed albanese.

## Carriera

### Club
Dopo aver debuttato in Serie C con la maglia del Cesena, in coppia col fratello, e segnando 12 gol nella stagione 2022-2023, il 5 agosto 2023 ha firmato un contratto di due stagioni con l'Empoli.
Il 19 agosto 2023 ha esordito in Serie A con la formazione toscana, in occasione della prima giornata di campionato persa 0-1 contro l'Hellas Verona.
Il 30 agosto 2024, dopo avere trovato poco spazio con gli empolesi, viene ceduto in prestito al Carrarese. Il 7 dicembre segna la sua prima rete in serie B, realizzando il gol vittoria contro il Palermo.

### Nazionale
Ha giocato nelle nazionali giovanili albanesi Under-19, Under-20 ed Under-21.

## Statistiche

### Presenze e reti nei club
Statistiche aggiornate al 19 agosto 2025.
| Stagione        | Squadra         | Campionato      | Campionato | Campionato | Coppe nazionali | Coppe nazionali | Coppe nazionali | Coppe continentali | Coppe continentali | Coppe continentali | Altre coppe | Altre coppe | Altre coppe | Totale | Totale | Totale |
| Stagione        | Squadra         | Comp            | Pres       | Reti       | Comp            | Pres            | Reti            | Comp               | Pres               | Reti               | Comp        | Pres        | Reti        | Pres   | Reti   |        |
| --------------- | --------------- | --------------- | ---------- | ---------- | --------------- | --------------- | --------------- | ------------------ | ------------------ | ------------------ | ----------- | ----------- | ----------- | ------ | ------ | ------ |
| 2021-2022       | Cesena          | C               | 2          | 0          | CI-C            | 0               | 0               | -                  | -                  | -                  | -           | -           | -           | 2      | 0      |        |
| 2022-2023       | Cesena          | C               | 29+4       | 12         | CI-C            | 1               | 0               | -                  | -                  | -                  | -           | -           | -           | 34     | 12     |        |
| Totale Cesena   | Totale Cesena   | Totale Cesena   | 31+4       | 12         |                 | 1               | 0               |                    | -                  | -                  |             | -           | -           | 36     | 12     |        |
| 2023-2024       | Empoli          | A               | 12         | 0          | CI              | 1               | 0               | -                  | -                  | -                  | -           | -           | -           | 13     | 0      |        |
| 2024-2025       | Carrarese       | B               | 25         | 4          | CI              | -               | -               | -                  | -                  | -                  | -           | -           | -           | 25     | 4      |        |
| 2025-2026       | Empoli          | A               | 0          | 0          | CI              | 1               | 0               | -                  | -                  | -                  | -           | -           | -           | 1      | 0      |        |
| Totale carriera | Totale carriera | Totale carriera | 72         | 16         |                 | 2               | 0               |                    | -                  | -                  |             | -           | -           | 75     | 16     |        |

### Cronologia presenze e reti in nazionale
| Cronologia completa delle presenze e delle reti in nazionale ― Albania under 21 | Cronologia completa delle presenze e delle reti in nazionale ― Albania under 21 | Cronologia completa delle presenze e delle reti in nazionale ― Albania under 21 | Cronologia completa delle presenze e delle reti in nazionale ― Albania under 21 | Cronologia completa delle presenze e delle reti in nazionale ― Albania under 21 | Cronologia completa delle presenze e delle reti in nazionale ― Albania under 21 | Cronologia completa delle presenze e delle reti in nazionale ― Albania under 21 | Cronologia completa delle presenze e delle reti in nazionale ― Albania under 21 |
| Data                                                                            | Città                                                                           | In casa                                                                         | Risultato                                                                       | Ospiti                                                                          | Competizione                                                                    | Reti                                                                            | Note                                                                            |
| ------------------------------------------------------------------------------- | ------------------------------------------------------------------------------- | ------------------------------------------------------------------------------- | ------------------------------------------------------------------------------- | ------------------------------------------------------------------------------- | ------------------------------------------------------------------------------- | ------------------------------------------------------------------------------- | ------------------------------------------------------------------------------- |
| 23-9-2022                                                                       | Čakovec                                                                         | Macedonia del Nord under 21                                                     | 3 – 1                                                                           | Albania under 21                                                                | Amichevole                                                                      | -                                                                               | 60’                                                                             |
| 16-11-2022                                                                      | Serravalle                                                                      | San Marino under 21                                                             | 0 – 3                                                                           | Albania under 21                                                                | Amichevole                                                                      | -                                                                               | 62’                                                                             |
| 20-3-2023                                                                       | Antalya                                                                         | Albania under 21                                                                | 2 – 1                                                                           | Azerbaigian under 21                                                            | Amichevole                                                                      | 1                                                                               | 62’                                                                             |
| 27-3-2023                                                                       | Antalya                                                                         | Polonia under 21                                                                | 2 – 0                                                                           | Albania under 21                                                                | Amichevole                                                                      | -                                                                               | 69’                                                                             |
| 20-6-2023                                                                       | Elbasan                                                                         | Albania under 21                                                                | 3 – 1                                                                           | Bulgaria under 21                                                               | Amichevole                                                                      | 1                                                                               | 70’                                                                             |
| 8-9-2023                                                                        | Abovyan                                                                         | Armenia under 21                                                                | 1 – 2                                                                           | Albania under 21                                                                | Qual. Europeo Under-21 2025                                                     | 1                                                                               |                                                                                 |
| 12-9-2023                                                                       | Elbasan                                                                         | Albania under 21                                                                | 3 – 2                                                                           | Romania under 21                                                                | Qual. Europeo Under-21 2025                                                     | -                                                                               |                                                                                 |
| 13-10-2023                                                                      | Turku                                                                           | Finlandia under 21                                                              | 4 – 1                                                                           | Albania under 21                                                                | Qual. Europeo Under-21 2025                                                     | -                                                                               |                                                                                 |
| 17-10-2023                                                                      | Rrogozhinë                                                                      | Albania under 21                                                                | 2 – 0                                                                           | Montenegro under 21                                                             | Qual. Europeo Under-21 2025                                                     | 1                                                                               | 45’                                                                             |
| 17-11-2023                                                                      | Bucarest                                                                        | Romania under 21                                                                | 5 – 0                                                                           | Albania under 21                                                                | Qual. Europeo Under-21 2025                                                     | -                                                                               | 81’                                                                             |
| 22-3-2024                                                                       | Tirana                                                                          | Albania under 21                                                                | 0 – 0                                                                           | Finlandia under 21                                                              | Qual. Europeo Under-21 2025                                                     | -                                                                               | 79’                                                                             |
| 26-3-2024                                                                       | Tirana                                                                          | Albania under 21                                                                | 1 – 3                                                                           | Svizzera under 21                                                               | Qual. Europeo Under-21 2025                                                     | 1                                                                               | 46’                                                                             |
| 7-6-2024                                                                        | Podgorica                                                                       | Montenegro under 21                                                             | 1 – 0                                                                           | Albania under 21                                                                | Qual. Europeo Under-21 2025                                                     | -                                                                               |                                                                                 |
| 6-9-2024                                                                        | Losanna                                                                         | Svizzera under 21                                                               | 1 – 2                                                                           | Albania under 21                                                                | Qual. Europeo Under-21 2025                                                     | -                                                                               | 86’                                                                             |
| Totale                                                                          |                                                                                 | Presenze                                                                        | 14                                                                              |                                                                                 | Reti                                                                            | 5                                                                               |                                                                                 |

## Palmarès

### Club

#### Competizioni giovanili
- Campionato Primavera 2: 1

Cesena: 2021-2022 (girone B)
- Supercoppa Primavera 2: 1

Cesena: 2022

### Individuale
- Capocannoniere del Campionato Primavera 2: 1

2021-2022 (23 gol)